# Polski Komitet Olimpijski
Das Polski Komitet Olimpijski (PKOl) ist das Nationale Olympische Komitee in Polen mit Sitz in Warschau.

## Geschichte
Am 12. Oktober 1919 wurde das Komitee gegründet und noch im selben Jahr vom Internationalen Olympischen Komitee als Mitglied aufgenommen. Die erste Olympiateilnahme war anlässlich der Olympischen Spiele 1920 in Antwerpen geplant, doch aufgrund des Polnisch-Sowjetischen Krieges wurde von diesen Plänen wieder Abstand genommen. Polen gab daher erst bei den Olympischen Winterspielen 1924 in Chamonix sein Debüt und nahm im selben Jahr auch an den Sommerspielen in Paris teil.

## Präsidenten
- 1919–1921: Stefan Lubomirski
- 1921–1929: Kazimierz Lubomirski
- 1929–1945: Kazimierz Glabisz
- 1946–1952: Alfred Loth
- 1952–1973: Włodzimierz Reczek
- 1973–1978: Bolesław Kapitan
- 1978–1986: Marian Renke
- 1986–1988: Bolesław Kapitan
- 1988–1991: Aleksander Kwaśniewski
- 1991–1997: Andrzej Szalewicz
- 1997–2005: Stanisław Stefan Paszczyk
- 2005–2010: Piotr Nurowski
- 2010-2023: Andrzej Kraśnicki
- Seit 2023: Radosław Piesiewicz[2]